# Alpha Cubic Racing Team
L'Alpha Cubic Racing Team était une écurie de sport automobile japonaise ayant participé au Championnat du Japon de sport-prototypes ainsi qu'a certaines manches du Championnat du monde des voitures de sport et aux 24 Heures du Mans.

## Histoire

### Saison 1985
En 1985, l'Alpha Cubic Racing Team s'est engagé pour une  saison dans le Championnat du Japon de sport-prototypes. Pour cet exercice, Toshio Suzuki, Noritake Takahara et Chiyomi Totani se sont relayés au volant d'une Porsche 956B, achetée auprès du Kremer Racing,,, lors des différentes manches du championnat.

### Saison 1986
En 1986, l'Alpha Cubic Racing Team s'est engagé de nouveau pour une nouvelle saison dans le Championnat du Japon de sport-prototypes. Pour cet exercice, Noritake Takahara, Chiyomi Totani  et Kenji Tohira se sont relayés au volant d'une Porsche 956B  lors des différentes manches du championnat.

### Saison 1987
En 1987, l'Alpha Cubic Racing Team a poursuivi son engagement dans le Championnat du Japon de sport-prototypes. Pour cet exercice, Taku Akaike, Naoki Nagasaka, Hitoshi Ogawa et Chiyomi Totani se sont relayés au volant d'une nouvelle Porsche 962C, achetée comme la précédente voiture auprès auprès du Kremer Racing, lors des différentes manches du championnat.

### Saison 1988
En 1988, l'Alpha Cubic Racing Team ne s'est pas engagé dans la moindre compétition sportive. Néanmoins, la Porsche 962C de l'écurie est restée active auprès du Leyton House Racing Team et participa à l'intégralité du Championnat du Japon de sport-prototypes.

### Saison 1989
En 1989, l'Alpha Cubic Racing Team a fait son retour sur la scène sportive et s'est engagé pour une nouvelle saison dans le Championnat du Japon de sport-prototypes. Pour cet exercice, Giovanni Lavaggi, Naoki Nagasaka et Chiyomi Totani se sont relayés au volant d'une Porsche 962C lors des différentes manches du championnat.

### Saison 1990
En 1990, l'Alpha Cubic Racing Team s'est associé avec le Richard Lloyd Racing afin de réaliser une nouvelle saison dans le Championnat du Japon de sport-prototypes. Pour cet exercice, Allen Berg, Luis Pérez-Sala, Manuel Reuter, Maurizio Sandro Sala et Chiyomi Totani se sont relayés au volant d'une Porsche 962C GTi lors des trois premières manches du championnat. Malheureusement, cette campagne ne fut pas couronnée de succès. Lors des 500 kilomètres de Fuji, la voiture dû abandonner au bout de 43 tours pour cause de problème de direction. Lors de la seconde manche, les 1 000 kilomètres de Fuji, c'est une météo fort déplorable qui a poussé les organisateurs a stopper la course au bout de 7 tours. Lors des 500 Miles de Fuji, l'écurie ne participa pas à la course à la suite d'un accident durant les essais. À la suite de cela, l'Alpha Cubic Racing Team mit un terme à sa saison en ne se présentant pas aux 1 000 kilomètres de Suzuka.

## Résultats en compétition automobile

### 24 Heures du Mans
| Année | Écurie           | Copilotes                                         | Voiture       | Classe | Tours | Pos. | Class Pos. |
| ----- | ---------------- | ------------------------------------------------- | ------------- | ------ | ----- | ---- | ---------- |
| 1980  | Alpha Cubic Dome | Nobuhide Tachi (en) Fumiyasu Satou Chiyomi Totani | Toyota Celica | IMSA   | -     | Nq.  | Nq.        |

### Championnat du Japon de sport-prototypes
| Année | Ecurie                  | Voiture          | Moteur                              | Classe | Pneus | 1       | 2       | 3       | 4       | 5       | 6     |
| ----- | ----------------------- | ---------------- | ----------------------------------- | ------ | ----- | ------- | ------- | ------- | ------- | ------- | ----- |
| 1985  | Alpha Cubic Racing Team | Porsche 956B     | Porsche Type-935 2,6 l Flat-6 Turbo | C1     | B     | SUZ     | FUJ     | FUJ 5   | SUZ 8   | FUJ Ab. | FUJ 3 |
| 1986  | Alpha Cubic Racing Team | Porsche 956B     | Porsche Type-935 2,6 l Flat-6 Turbo | C1     | B     | SUZ 8   | FUJ 7   | FUJ 3   | SUZ 3   | FUJ 12  | FUJ 7 |
| 1987  | Alpha Cubic Racing Team | Porsche 962C     | Porsche Type-935 2,8 l Flat-6 Turbo | C1     | B     | SUZ 7   | FUJ Ab. | FUJ 8   | SUZ Ab. | FUJ 19  | FUJ 6 |
| 1989  | Alpha Cubic Racing Team | Porsche 962C     | Porsche Type-935 3,0 l Flat-6 Turbo | C1     | D     | FUJ 7   | FUJ Ab. | FUJ 5   | SUZ     | FUJ 14  |       |
| 1990  | Alpha Cubic With RLR    | Porsche 962C GTi | Porsche Type-935 3,0 l Flat-6 Turbo | C1     | D     | FUJ Ab. | FUJ C   | FUJ DNS | SUZ     | SUG     | FUJ   |

| Couleur | Résultat                     |
| ------- | ---------------------------- |
| Or      | Vainqueur                    |
| Argent  | 2e place                     |
| Bronze  | 3e place                     |
| Vert    | Terminé, dans les points     |
| Bleu    | Terminé, pas dans les points |
| Violet  | Abandon (Ab.) ou (Ret)       |
| Violet  | Non classé (NC)              |
| Rouge   | Pas qualifié (DNQ)           |
| Noir    | Disqualifié (DSQ)            |
| Blanc   | Pas au départ (DNS)          |
| Blanc   | Forfait (WD)                 |
| Blanc   | N'a pas participé (DNP)      |
| Blanc   | Blessé (INJ)                 |
| Blanc   | Exclu (EX)                   |
| Blanc   | Course annulée (C)           |

## De nos jours

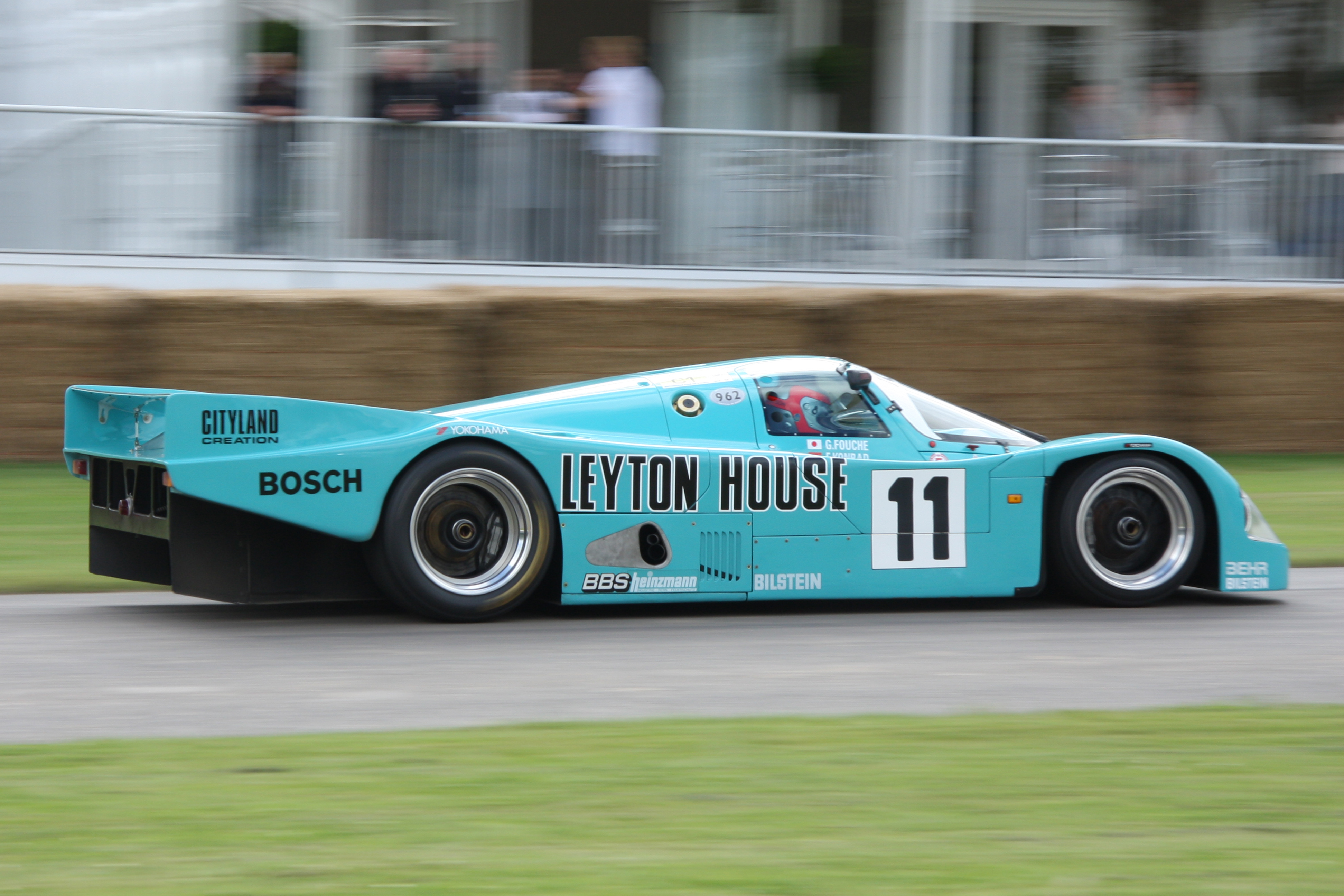
Porsche 962C aux couleurs du Leyton House Racing Team

La Porsche 956B ayant participé au Championnat du Japon de sport-prototypes 1985 et 1986 a été rachetée par le Kremer Racing, restaurée et remise aux couleurs de Liqui Moly, livrée avec laquelle elle avait remportée les 200 Meilen von Nürnberg en 1984. Elle est maintenant visible dans la "Porsche Historic Collection".
La Porsche 962C ayant participé au Championnat du Japon de sport-prototypes 1987 à 1989 sous différentes écuries a été remise aux couleurs du Leyton House Racing Team et elle participe a différents évènements historiques,.
La Porsche 962C GTi ayant participé au Championnat du Japon de sport-prototypes 1990 a été remise aux couleurs de Cabin qu'elle portait durant le Championnat du monde des voitures de sport 1989. Elle est maintenant visible dans la "Porsche Historic Collection".